# Calle Freeman (línea White Plains Road)
Calle Freeman es una estación en la línea White Plains Road del Metro de Nueva York de la división A del Interborough Rapid Transit Company (IRT). Se encuentra localizada en Crotona Park East, Bronx entre la Calle Freeman y Southern Boulevard. La estación es utilizada por los servicios  y 